# Ramson Lomatewama
Ramson Lomatewama (Victorville, Califòrnia, 1953) és un escriptor d'ètnia hopi en llengua anglesa. Dona classes a la Universitat d'Arizona, però també és artista de carrer. Ha escrit els poemaris Silent Winds: Poetry of One Hopi (1983), Ascending the Reed (1987) i Drifting Through Ancestor's Dreams (1993).